# All of Us Are Dead
All of Us Are Dead (korejsky 지금 우리 학교는, Čigum uri hakkjonun) je jihokorejský apokalyptický hororový televizní seriál streamovací služby Netflix. Hlavní role ztvárnili Pak Či-hu, Jun Čchan-jong, Čo I-hjon, Lomon, Ju In-su, I Ju-mi, Kim Pjong-čchol, I Kju-hjong a Čon Be-su. Děj seriálu se odehrává převážně na střední škole, kde náhle vypukne zombie apokalypsa, která ohrožuje bezpečnost studentů. Příběh je založen na webovém komiksu Now at Our School, jehož autorem je Ču Dong-gun, který byl zveřejněn mezi lety 2009 až 2011 na jihokorejské online platformě Naver.
Seriál byl na Netflixu zveřejněn dne 28. ledna 2022. V prvních 28 dnech po vydání nasbíral přes 474,26 milionu zhlédnutých hodin, čímž se stal jedním z nejsledovanějších seriálů v jiném než anglickém jazyce na Netflixu. Dne 6. června 2022 bylo oznámeno, že seriál bude obnoven pro druhou řadu.

## Synopse
Po neúspěšném vědeckém experimentu je místní střední škola zaplavena zombíky a uvěznění studenti bojují o přežití. Bez jídla, vody a za vládního přerušení komunikace musí používat vybavení školy, aby se ochránili před nakažením.

## Obsazení

### Hlavní role
| Pak Či-hu       | Nam On-džo, studentka třídy 2–⁠5, sousedka a kamarádka z dětství Čchong-sana  |
| Jun Čchan-jong  | I Čchong-san, student třídy 2–⁠5, soused a kamarád z dětství On-džo           |
| Čo I-hjon       | Čchoi Nam-ra, předsedkyně třídy 2–⁠5                                          |
| Lomon           | I Su-hjok, student třídy 2–⁠5, bývalý delikvent                               |
| Ju In-su        | Jun Gwi-nam, školní delikvent, student třídy 2–⁠1, hlavní antagonista seriálu |
| I Ju-mi         | I Na-jon, arogantní studentka třídy 2–⁠5                                      |
| Kim Pjong-čchol | I Pjong-čchan, učitel chemie a tvůrce viru                                   |
| I Kju-hjong     | Song Če-ik, policejní detektiv                                               |
| Čon Be-su       | Nam So-džu, kapitán záchranného týmu Hyosan Fire Station 1, otec On-džo      |

### Vedlejší role
| Im Če-hjok    | Jang De-su, student třídy 2–⁠5, nejlepší přítel U-džina                                                |
| Kim Bo-jun    | So Hjo-rjong, samotářská studentka třídy 2–⁠5                                                          |
| An Sung-gjun  | O Čun-jong, student třídy 2–⁠5, nejlepší student školy                                                 |
| Ham Song-min  | Han Kjong-su, student třídy 2–⁠5, nejlepší přítel Čchong-sana, který pochází z rodiny s nízkými příjmy |
| Kim Ču-a      | Jun I-sak, studentka třídy 2–⁠5, nejlepší přítelkyně On-džo                                            |
| Kim Čin-jong  | Kim Či-min, studentka třídy 2–⁠5, kamarádka Hjo-rjong, členka školního sboru                           |
| Son Sang-jon  | Čang U-džin, student třídy 2–⁠5, mladší bratr Ha-ri                                                    |
| Kim Čong-jon  | Kim Min-dži, studentka třídy 2–⁠5, kamarádka Te-sua                                                    |
| Ha Sung-ri    | Čang Ha-ri, studentka posledního ročníku, která soutěží v lukostřelbě, starší sestra U-džina          |
| I Un-sem      | Pak Mi-džin, studentka posledního ročníku, delikvent                                                  |
| Čin Ho-un     | Čong Min-dže, student posledního ročníku, člen školního lukostřeleckého klubu                         |
| Jang Han-jol  | Ju Čun-song, student posledního ročníku, kamarád Mi-džin                                              |
| Hwang Bo-un   | I Ha-rim, studentka posledního ročníku, kamarádka Čun-songa                                           |
| O Hje-su      | Min Un-dži, studentka třídy 2–⁠1, kterou šikanuje Kwi-nam                                              |
| An Či-ho      | Kim Čchol-su, student třídy 2–⁠1, kterého šikanuje Kwi-nam                                             |
| Čong I-so     | Kim Hjon-džu, studentka třídy 2–⁠5, delikvent, první nakažená osoba ve škole                           |
| I Čche-un     | Park Hui-su, těhotná studentka třídy 2–⁠5                                                              |
| I Min-gu      | I Čin-su, student, syn Pjong-čchana, který je šikanován                                               |
| O Hui-džun    | Son Mjong-hwan, student, vůdce delikventů                                                             |
| Šin Dže-hwi   | Pak Čchang-hun, student, který se účastní šikany ostatních studentů ve škole                          |
| U Sang-hui    | Pak Son-hwa, učitelka angličtiny a třídní učitelka třídy 2–⁠5                                          |
| Jun Pjong-hui | Kang Čin-gu, učitel tělocviku                                                                         |
| An Ši-ha      | Kim Kjong-mi, školní zdravotnice                                                                      |
| Jun Kjong-ho  | Čong Jong-nam, učitel korejštiny a děkan školy                                                        |
| Om Hjo-sop    | ředitel školy                                                                                         |
| Pak Če-čchol  | Čon Ho-čchol, pomocný policista, který se spřátelí s Če-ikem                                          |
| I Ši-hun      | „Orangibberish“, live streamer                                                                        |
| I Či-hjon     | matka Čchong-sana, která provozuje restauraci se smaženým kuřetem                                     |
| U Či-hjon     | Kim U-šin, nejmladší člen záchranného týmu Hyosan Fire Station 1                                      |
| Tong Hjon-be  | Pak Jong-hwan, člen záchranného týmu Hyosan Fire Station 1                                            |
| Pe He-son     | Pak Un-hui, členka Národního shromáždění zastupující Hjosan                                           |
| Čo Tal-hwan   | Čo Tal-ho, asistent Un-hui                                                                            |

## Seznam dílů

### První řada (2022)
| Č. v seriálu | Č. v řadě | Původní název | Český název | Režie    | Scénář        | Premiéra na Netflixu |
| ------------ | --------- | ------------- | ----------- | -------- | ------------- | -------------------- |
| 1            | 1         | Episode 1     | 1. díl      | I Če-gju | Čchon Song-il | 28. ledna 2022       |
| 2            | 2         | Episode 2     | 2. díl      | I Če-gju | Čchon Song-il | 28. ledna 2022       |
| 3            | 3         | Episode 3     | 3. díl      | I Če-gju | Čchon Song-il | 28. ledna 2022       |
| 4            | 4         | Episode 4     | 4. díl      | I Če-gju | Čchon Song-il | 28. ledna 2022       |
| 5            | 5         | Episode 5     | 5. díl      | I Če-gju | Čchon Song-il | 28. ledna 2022       |
| 6            | 6         | Episode 6     | 6. díl      | I Če-gju | Čchon Song-il | 28. ledna 2022       |
| 7            | 7         | Episode 7     | 7. díl      | I Če-gju | Čchon Song-il | 28. ledna 2022       |
| 8            | 8         | Episode 8     | 8. díl      | I Če-gju | Čchon Song-il | 28. ledna 2022       |
| 9            | 9         | Episode 9     | 9. díl      | I Če-gju | Čchon Song-il | 28. ledna 2022       |
| 10           | 10        | Episode 10    | 10. díl     | I Če-gju | Čchon Song-il | 28. ledna 2022       |
| 11           | 11        | Episode 11    | 11. díl     | I Če-gju | Čchon Song-il | 28. ledna 2022       |
| 12           | 12        | Episode 12    | 12. díl     | I Če-gju | Čchon Song-il | 28. ledna 2022       |

### Druhá řada
Dne 6. června 2022 bylo oznámeno, že seriál bude obnoven pro druhou řadu.